# Unguarán
Unguarán är en ort i Mexiko.   Den ligger i kommunen Pátzcuaro och delstaten Michoacán de Ocampo, i den södra delen av landet, 250 km väster om huvudstaden Mexico City. Unguarán ligger 2 374 meter över havet och antalet invånare är 246.
Terrängen runt Unguarán är varierad. Runt Unguarán är det ganska tätbefolkat, med 179 invånare per kvadratkilometer. Närmaste större samhälle är Pátzcuaro, 14,1 km väster om Unguarán. I omgivningarna runt Unguarán växer huvudsakligen savannskog.